# Njuškanje preglednika
Njuškanje preglednika (eng. browser sniffing), postupak kojim mrežni poslužitelj ili mrežna aplikacija pokušava otkriti kojim se preglednikom korisnik služi, uglavnom u svrhu prilagođavanja sadržaja mrežnog mjesta tom pregledniku.
Ovo se ponekad čini da bi zaobišlo nekompatibilnosti između pregledniha zbog lošeg interpretiranja HTML-a, CSS-a ili DOM-a. Dok World Wide Web Consortium održava ažurne središnje inačice nekih od najvažnijih mrežnih standarda u obliku preporuka,u stvarnosti nijedan razvijatelj softvera nije dizajnirao preglednik koji točno prianja tim standardima; primjena ostalih standarda i protokola, poput SVG-a i XMLHttpRequest-a, također varira. Ishod svega je da različiti preglednici prikazuju istu stranicu drukčije, pa je njuškanje preglednika razvijeno radi otkrivanja preglednika radi pomoći osiguravanju konzistentna prikaza sadržaja.
Također ga se rabi radi otkrivanja mobilnih preglednika i šalje im mrežna mjesta optimizirana za mobilne uređaje.